# 贡德勒维尔
贡德勒维尔（法語：Gondreville，法語發音：[ɡɔ̃dʁəvil]）是法国默尔特-摩泽尔省的一个市镇，位于该省西南部，属于图勒区。

## 地理
贡德勒维尔（48°41'35"N, 5°57'38"E）面积25.03 平方千米，位于法国大東部大區默尔特-摩泽尔省，该省份为法国东北部内陆省份，是洛林的一部分，北邻比利时、卢森堡，北起顺时针与摩泽尔省、下莱茵省、孚日省和默兹省接壤。
与贡德勒维尔接壤的市镇（或旧市镇、城区）包括：多马坦莱图勒、摩泽尔河畔丰特努瓦、马龙、塞克塞欧福日、图勒、维莱勒塞克、维莱圣艾蒂安、布瓦德艾。
贡德勒维尔的时区为UTC+01:00、UTC+02:00（夏令时）。

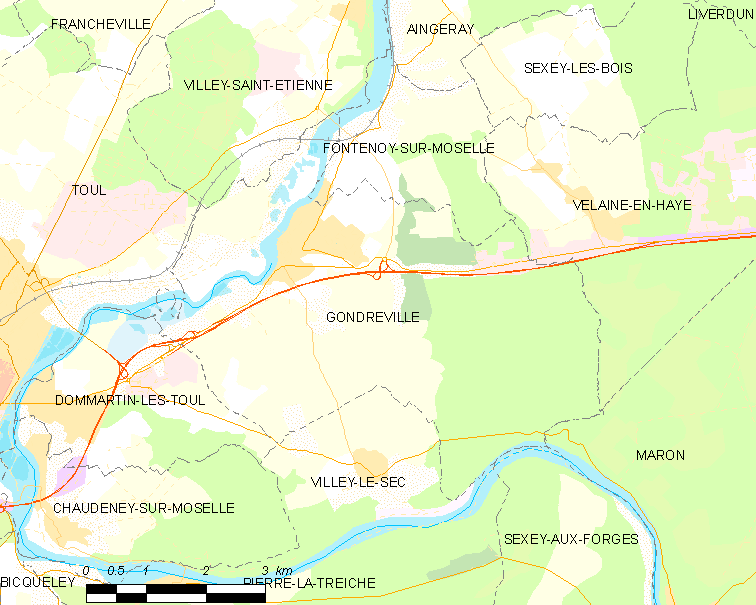
贡德勒维尔的OSM定位图

## 行政
贡德勒维尔的邮政编码为54840，INSEE市镇编码为54232。

## 政治
贡德勒维尔所属的省级选区为北图卢瓦县。

## 交通
法国国家A31号高速公路经过境内并设有出入口。

## 人口

1962-2008年间贡德勒维尔人口变化图示

贡德勒维尔于2022年1月1日时的人口数量为2643人。